# Hydata felderi
Hydata felderi är en fjärilsart som beskrevs av William Schaus 1901. Hydata felderi ingår i släktet Hydata och familjen mätare. Inga underarter finns listade i Catalogue of Life.